# Тринита (Пјаченца)
Тринита је насеље у Италији у округу Пјаченца, региону Емилија-Ромања.
Према процени из 2011. у насељу је живело 89 становника. Насеље се налази на надморској висини од 265 м.